# ماتیس بورگیس
ماتیس بورگیس (انگلیسی: Matīss Burģis؛ زادهٔ ۳۱ اوت ۱۹۸۹) یک بازیکن تنیس روی میز اهل لتونی است.